# C'est la vie
C'est la vie (originalment en francès, Le Sens de la fête)és el nom d'una pel·lícula de comèdia francesa dirigida per Olivier Nakache i Éric Toledano i estrenada en 2017. La pel·lícula és protagonitzada per Jean-Pierre Bacri i Gilles Lellouche. A més, va ser seleccionada per a competir al Festival Internacional de Cinema de Toronto. S'ha doblat al català per TV3, que va emetre-la per primer cop el 27 de desembre de 2020.

## Sinopsi
Max està organitzant unes noces en un castell del segle xvii, en el transcurs de les quals ha de bregar amb un assistent volàtil, sovint mal parlat, personal desaparegut, cambrers rebels, un nuvi exigent, egocèntric, sistema elèctric dubtós, un DJ substitut ... i molt més.
Entrellaçats amb els seus problemes professionals hi ha els seus problemes personals. Està en judici de separació de la seva esposa i el seu cunyat gramàtic francès, que també és un dels seus cambrers, és un antic admirador de la núvia. L'altre assistent de Max és la seva amant, qui amenaça de posar fi a la seva relació i comença a colpejar a un dels cambrers per a provar-lo. I és l'aniversari de Max.
Al final d'una sèrie de desastres negociats amb seguretat, una exhibició de focs artificials descontrolada i un sistema elèctric accidentat en el moment àlgid de l'esdeveniment finalment el fan rendir desesperat i marxar-se ... només per a descobrir que el seu personal ha superat els obstacles per a crear una celebració de les noces excepcionals, única en el seu tipus, C'est la vie: el significat de la festa, la festa de la vida.

## Repartiment
- Jean-Pierre Bacri com a Max Angély.
- Gilles Lellouche com a James.
- Jean-Paul Rouve com a Guy.
- Vincent Macaigne com a Julien.
- Alban Ivanov com a Samy.
- Suzanne Clément com a Josiane.
- Eye Haïdara com a Adèle.
- Judith Chemla com a Héléna.
- Benjamin Lavernhe com a Pierre.
- Hélène Vincent com la mare de Pierre.
- Kévin Azaïs com a Patrice.
- William Lebghil com a Seb.
- Antoine Chappey com a Henri.
- Manmathan Basky com a Roshan.
- Khereddine Ennasri com a Nabil.
- Gabriel Naccache com a Bastien.
- Nicky Marbot com a Bernard.

## Producció
La pel·lícula va començar a rodar-se a la ciutat de París i va tenir un temps total de nou setmanes en producció. Un dels llocs notables del rodatge va ser el castell de Courances.
El desig de donar-li un paper principal a Jean-Pierre Bacri és un dels elements que va motivar als dos directors a embarcar-se en aquest projecte cinematogràfic. Encara que també pensaven en Alban Ivanov i William Lebghil.
La banda sonora inclou una gran majoria de seqüències de jazz inèdites compostes per a la pel·lícula. La pel·lícula està dividida en diversos capítols definits pel temps que transcorre durant el dia de les noces. Aquestes referències de temps estan il·lustrades per seqüències molt curtes en les quals es reprodueix exclusivament la percussió.

## Reconeixement
- César 2018:
  - Millor pel·lícula
  -  Millor director per Éric Toledano i Olivier Nakache
  - Millor actor per Jean-Pierre Bacri
  - Millor actor secundari per Gilles Lellouche
  - Millor actor secundari per Vincent Macaigne
  - Millor actriu prometedora per Eye Haïdara
  - Actor més prometedor per Benjamin Lavernhe
  - Millor guió original per Éric Toledano i Olivier Nakache
  - Millor so per Pascal Armant, Sélim Azzazi, Jean-Paul Hurier
  - Millor edició per Dorian Rigal-Ansous
- Globus de Cristall
  - Millor pel·lícula per a Olivier Nakache i Éric Toledano (Nominats)
  - Millor actor per a Jean-Pierre Bacri (Nominat)
- Premis Goya
  - Millor pel·lícula europea per a Olivier Nakache i Éric Toledano (Nominats)
- Premis Lumieré
  - Millor pel·lícula per a Olivier Nakache i Éric Toledano
  - Millor actor per a Jean-Pierre Bacri
  - Millor revelació femenina per a Eye Haïdara
  - Millor guió per a Olivier Nakache i Éric Toledano